# Speelpleinwerk
Speelpleinwerk is een Vlaamse dienst voor vorming van speelpleinanimatoren, erkend door het Vlaams ministerie van Jeugd en Sport. Speelpleinwerk is er voor een speelplein waar kinderen en jongeren kunnen komen spelen tijdens de vakanties. De kinderen gaan elke avond weer naar huis, het is dus geen kamp. De meeste speelpleinen organiseren activiteiten voor kinderen van 6 tot 12 jaar al zijn er ook heel wat werkingen die ook kleuters (vanaf 3 à 4 jaar) en/of tieners (tot 15 jaar) opvangen.

## Leiding
De Vlaamse Dienst Speelpleinwerk (VDS) coördineert en superviseert de vorming van speelpleinleiders/-leidsters. Animator kan men worden vanaf 15 jaar. Eerst volgt men een cursus "animator in het jeugdwerk". Deze cursus is te volgen bij organisaties zoals de Vlaamse Dienst Speelpleinwerk, maar ook culturele centra en jeugdbewegingen organiseren dergelijke cursussen. Na de cursus volgt er een stage van 60 uur op een speelplein naar keuze en als alles goed gaat, ontvangt men daarna een attest "animator in het jeugdwerk".

Sommige jongeren volgen later een cursus "hoofdanimator in het jeugdwerk". Deze cursus biedt meer informatie over het beheren van een speelpleinwerking. Ook is er een optionele "A+ cursus" die animatoren nog meer ervaringen en tips bieden. Ten slotte bestaat er nog een attest "instructor in het jeugdwerk", een verdere vervolmaking, om jongeren te vormen en cursussen animator en hoofdanimator te geven.

## Soorten speelpleinen
Er bestaan twee grote groepen speelpleinen: de gemeentelijke en de particuliere speelpleinen. De gemeentelijke speelpleinen worden uitgebaat door de gemeente en worden meestal geleid door de jeugddienst van de stad of gemeente. Particuliere speelpleinen werken volledig zelfstandig, meestal zijn ze georganiseerd als vzw.

## Spelactiviteiten
De meeste speelpleinen verdelen de kinderen volgens leeftijd, anderen laten de kinderen zelf kiezen tussen verschillende activiteiten. Er zijn ook pleinen die volgens het instuifprincipe werken. De kinderen kiezen zelf aan welke activiteit ze deelnemen en kunnen ook tijdens de activiteiten wisselen naar een andere activiteit. Bij het keuzesysteem en het instuifsysteem wordt er vaak gewerkt met een "formatie" of "inkleding" of "voorstelling; de leiding voert dan een toneeltje op waarmee ze hun activiteit voorstellen, en de kinderen uitdagen actief mee te werken.

## Statuut
Op sommige speelpleinen zijn de animatoren vrijwilligers, op andere (meestal gemeentelijke speelpleinen) werken ze als jobstudenten of als PWA-er. Grotere steden hebben zelfs vrijgestelden voor de speelpleinwerking. Er is immers niet alleen activiteit tijdens de vakanties. Tijdens het jaar moet er ook gewerkt worden aan de vorming van de monitoren, onderhoud van de speeltoestellen, contacten met busvervoer, verzekeringen, etc.